# Hyposidra australis
Hyposidra australis är en fjärilsart som beskrevs av Felder 1874. Hyposidra australis ingår i släktet Hyposidra och familjen mätare. Inga underarter finns listade i Catalogue of Life.